# Зензубель

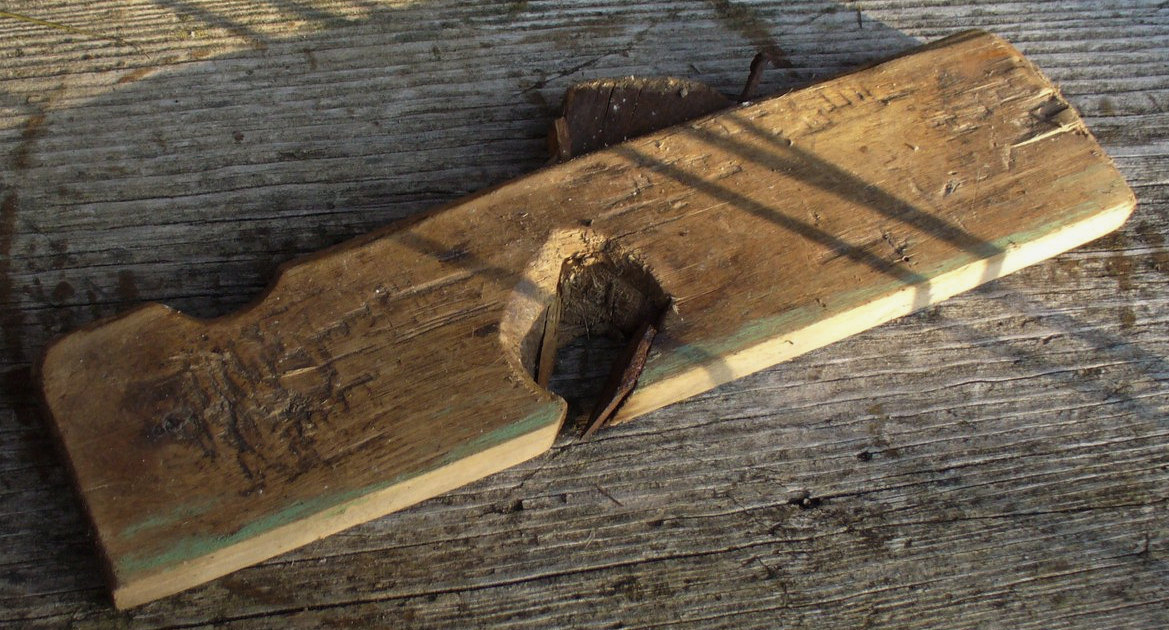
Зензубель

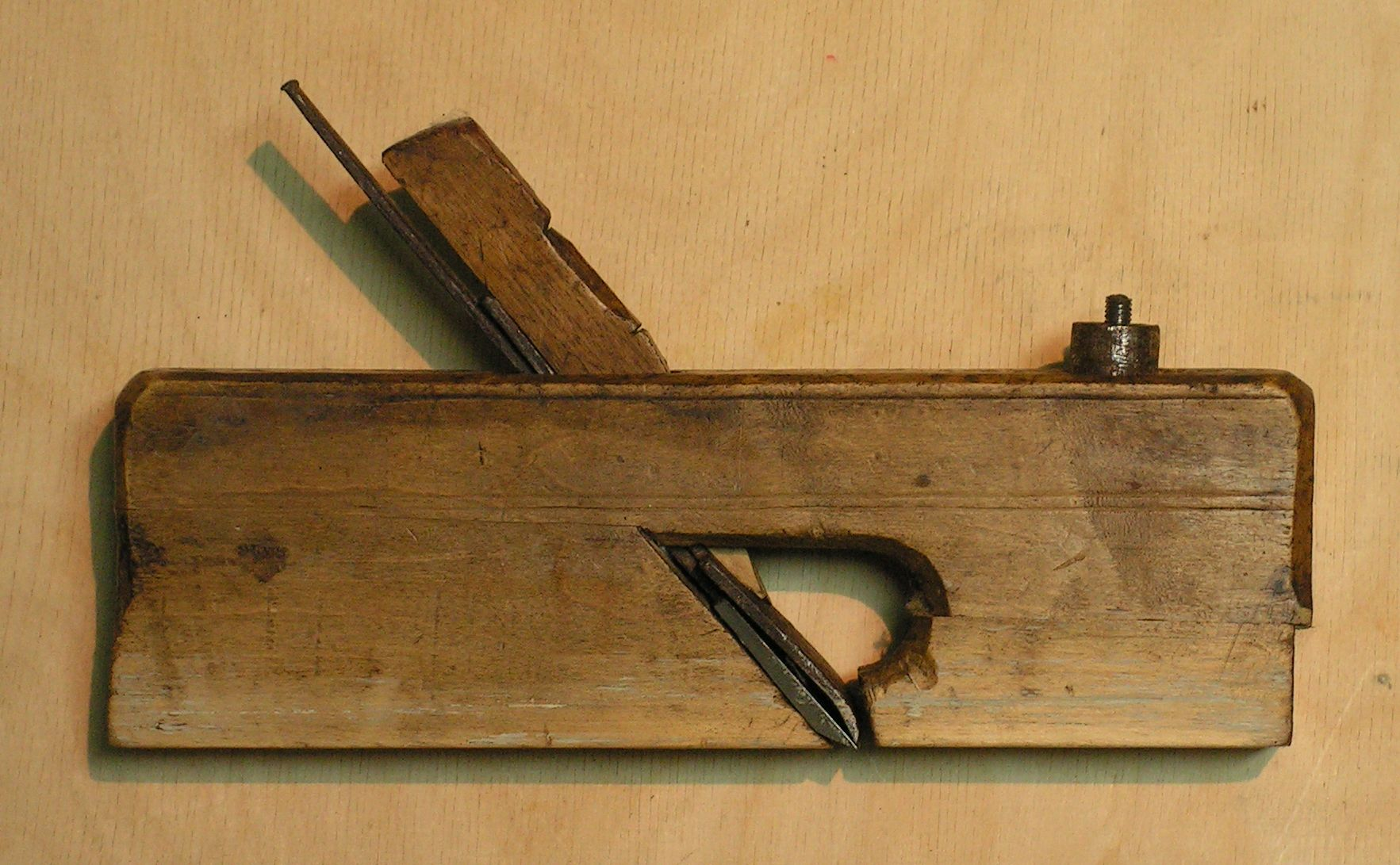
Зензубель

Зензу́бель (від нім. Simshobel) — деревообробний інструмент (вид рубанка) за допомогою якого відбирають і зачищають фальці на чверті. Його корпус вузький і високий, а підошва пряма. Збоку корпуса є отвір для вильоту стружки. Також завдяки його вузьким габаритам можна зняти торець заготовок, щоб отримати паз. Існують різні модифікації даного інструменту, призначені для роботи з деревиною уздовж і поперек волокон. У більшості випадків даний інструмент вибирають для проведення чистової обробки по вже сформованій грубій поверхні.
Залізко зензубеля має вигляд лопатки шириною 20 мм в лезі і 7 мм у хвостовику. Залізко вставляється в корпус знизу і закріплюється клинком, вставленим зверху. Лезо може бути як прямим і утворювати з бічною крайкою залізка прямий кут, так і косим. Залізко з косим лезом встановлюють під гострим кутом до бічної сторони корпуса. Зензубель дозволяє переставляти лезо як на ліву, так і на праву сторону корпуса.
Зензубель з косим залізком дає більш чисте стругання; крім того, він більш зручний в роботі: завдяки гострому куту залізка корпус краще притискається до борту фальца. Зензубель застосовують також для зачистки фальців, виструганих іншим інструментом, тому його залізко нерідко роблять подвійним (з контрзалізком).